# Nhiễm Cầu
Nhiễm Cầu (冉求, 522TCN-?), tự Tử Hữu (子有) nên còn được gọi là Nhiễm Hữu, hậu thế truy tặng là "Từ hầu". Nhiễm Hữu là một trong Khổng Môn Thập triết - nhóm 10 môn đệ do Khổng Tử trực tiếp truyền dạy, lưu danh trong Luận Ngữ.

## Tiểu sử
Nhiễm Hữu là người nước Lỗ. Trong Luận Ngữ, ông được mô tả là có dung mạo đoan chính, nhưng tính tình lại nhút nhát, ông cho rằng không phải ông không thích, nhưng sức không theo nổi đạo Khổng . Tuy vậy, Khổng Tử vẫn đánh giá ông là người có tài chính trị, mặc dù chỉ đủ làm được gia thần, không làm được đại phu.
Sau này, Nhiễm Hữu từng làm gia thần cho Quý Khang Tử là một trong Tam Hoàn nước Lỗ, tuy nhiên ông không ngăn ngừa được những sự lạm dụng của họ Quý, lại còn cố ra sức làm giàu cho họ Quý, nên Khổng Tử không còn coi ông là học trò nữa.